# .ye
.ye – domena internetowa przypisana od roku 1996 do Jemenu i administrowana przez YemenNet.

## Domeny drugiego pozomu
- com.ye - podmioty komercyjne
- co.ye - firmy
- ltd.ye - spółki z ograniczoną odpowiedzialnością
- me.ye - osoby prywatne
- net.ye - dostawcy sieci
- org.ye - organizacje
- plc.ye
- gov.ye - rząd i system rządowy